# لوسیل کلیفتون
لوسیل کلیفتون (انگلیسی: Lucille Clifton; ۲۷ ژوئن ۱۹۳۶ – ۱۳ فوریهٔ ۲۰۱۰) شاعر و نویسنده اهل ایالات متحده آمریکا بود. وی در طول دوران فعالیت خود، دو بار نامزد دریافت جایزه پولیتزر و همچنین برندهٔ جایزه کتاب ملی شد.